# Lars Mikkelsen
Lars Dittmann Mikkelsen (Koppenhága, 1964. május 6. –) dán színész. Számos sikeres televíziós sorozatban szerepelt, többek közt olyan alkotásokban, mint a Sherlock, a Kártyavár, vagy a Vaják. Ismert továbbá a Csillagok háborúja-univerzum Thrawn főadmirálisának szerepéből is, akinek előbb csak a hangját kölcsönözte a Star Wars: Lázadók animációs szériában, később pedig el is játszhatta a karaktert az Ahsoka sorozatban.

## Magánélete
Felesége Anette Støvelbæk színésznő, két fiuk van. Lars öccse, Mads Mikkelsen szintén neves színész.

## Filmjei
- Szerelem magyarázat nélkül (2001)
- Politikai pókháló (2004)
- Angyalok pörgésben (2005)
- Hans Christian Andersen csodálatos utazásai (2005)
- Titkok szigete (2007)
- Egy gyilkos ügy (2007)
- A fejvadász – A pénz hatalma (2009)
- Zűrös viszonyok (2010)
- Kard által vész (2011)
- Ronal, a barbár (2011)
- Akik ölnek – A múlt árnyai (2011)
- Mit tettél, Richard? (2012)
- Kártyavár (2015-2018)
- Eljön az a nap (2016)
- Star Wars: Lázadók (2016-2018)
- Téli fivérek (2017)
- Herrens veje (2017-2018)
- Vaják (2019-2023)
- Alfa (2020)
- Ördögi játszmák (2020-2022)
- A Birodalom (2022)
- Ahsoka (2023)
- Star Wars: Birodalmi históriák (2024)
- A felkészületlen anya (2024)